# Ахмед Гаффер Гегазі
Ахмед Гаффер Гегазі (англ. Ahmed Gaffer Hegazi, احمد جعفر حجازى; нар. 31 травня 1948 року, Єгипет) — єгипетський мікробіолог та імунолог, фармаколог — фахівець з продуктів бджільництва та апітерапії, ветеринар. Професор Національного дослідницького центру Єгипту. Лауреат Єгипетської Національної наукової премії з біологічних наук (1990).

## Біографія
Закінчив Каїрський університет (бакалавр наук, 1973). У 1979 році отримав магістерський ступінь, а в 1981 році в альма-матер — ступінь доктора філософії (PhD).
C 1977 року асистент дослідника, з 1979 року асистент лектора, з 1981 року науковий співробітник, з 1985 року асоційований професор, а з 1990 року професор мікробіології і імунології Національного дослідницького центру Єгипту. Протягом 1981—1997 рр. за сумісництвом професор медичного факультету Заказікського університету.
Є президентом Єгипетського природоохоронного товариства по використанню і виробництву продуктів бджільництва, секретарем Єгипетського товариства апітерапії, генеральним секретарем (з 2001) Африканської федерації асоціацій апікультури. У 1998—2015 рр. був членом комісії по апітерапії Апімондії та в 1992—1997 рр. був генсеком Єгипетської асоціації імунологів.
Шеф-редактор International Journal of Apitherapy та Research Journal of Allergy. Відзначений низкою нагород, в тому числі науковою премією Національного дослідницького центру Єгипту (1989). Автор 211 наукових робіт в тому числі в міжнародних виданнях, в тому числі ряду книг, серед яких «Імунітет». Має 4 патенти.
Одружений, має сина.

## Праці
- Propolis an overview // International Congress of propolis, Bones Airs, Argentina, 2000 — The Second Best Research Paper award[2]
- Medıcal Importance of Bee ProductsPDF (pp. 136—146, 2012)
- Bee venom and propolis as new treatment modality in patients with localized plaque psoriases [Архівовано 6 серпня 2017 у Wayback Machine.] (2013)
- Influence of honey in mice bearing Ehrlich carcinoma on immune status [Архівовано 6 серпня 2017 у Wayback Machine.] (2014) ()
- Role of cytokines in ApitherapyPDF
- The Effect of Bee Venom on Rheumatoid Arthritis PatientsPDF
- Bee products as immunopotentiation (2015) ()
- Cytokines pattern of Multiple Sclerosis patients treated with Apitherapy (2015) (PDF, )
- Potential antibacterial activity of some Saudi Arabia honey // Vet World. 2017 Feb; 10(2): 233—237.

Лекції
- Evaluation of the effect of honey on immune status in mice bearing Ehrlich carcinoma
- Is bee venom having antibacterial activity?
- Multiple Sclerosis patients treated with Apitherapy: Immunological pattern (2016)
- Honey Facts & Nutrition (2016)